# Gauk Trandilsson
Gauk Trandilsson (nórdico antiguo: Gaukr Þranðilsson) fue un vikingo de Islandia del siglo X conocido por las citas en diversas sagas nórdicas: saga de Njal, saga de Egil Skallagrímson, Landnámabók y la perdida Gauks saga Trandilssonar.
En el capítulo 26 la saga de Njál se menciona que fue su hermano de sangre Ásgrímur Elliða-Grímsson quien acabó con la vida de Gauk, un hecho que también se conserva registrado en los escritos rúnicos de Maeshowe. Según esos escritos, cuya autoría se asigna a Thorhall Ásgrimsson, el hacha que mató a Gauk se había conservado en la familia del ejecutor al menos durante seis generaciones (unos 200 años).
Gauk aparece citado como un hombre excepcional y valiente que, por algún motivo, perdió la confianza de Árgrímur y su relación acabó en tragedia. Gauk fue posiblemente una figura muy conocida en el folclore islandés, también se le cita en Íslendingadrápa, un poema sobre los héroes islandeses.
Gauk posiblemente vivió en Þjóðveldisbærinn Stöng, una granja de Þjórsárdalur, en Árnessýsla, donde existe una réplica de un edificio de la Era vikinga desde 1974.